# Niederländische Badmintonmeisterschaft 1971
Die Niederländische Badmintonmeisterschaft 1971 war die 30. Austragung der nationalen Titelkämpfe im Badminton in den Niederlanden. Sie fand bereits am 12. und 13. Dezember 1970 in Utrecht statt.

## Finalresultate
| Disziplin    | Sieger                             | Finalist                    | Ergebnis          |
| ------------ | ---------------------------------- | --------------------------- | ----------------- |
| Herreneinzel | Rob Ridder                         | Ruud van Ginneken           | 15-12, 15-7       |
| Dameneinzel  | Joke van Beusekom                  | Lily ter Metz               | 11-8, 11-3        |
| Herrendoppel | Herman Leidelmeijer Piet Ridder    | Rob Ridder Boudewijn Ridder | 15-4, 15-10       |
| Damendoppel  | Felice de Nooyer Joke van Beusekom | Marja Ridder Marjan Luesken | 15-8, 6-15, 15-8  |
| Mixed        | Ruud van Ginneken Felice de Nooyer | Rudy Hartog Marjan Luesken  | 7-15, 15-12, 15-6 |